# Manchester High School for Girls
La Manchester High School for Girls est une école de jour pour filles, fondée en 1874 et située à Manchester, en Angleterre. 

## Histoire

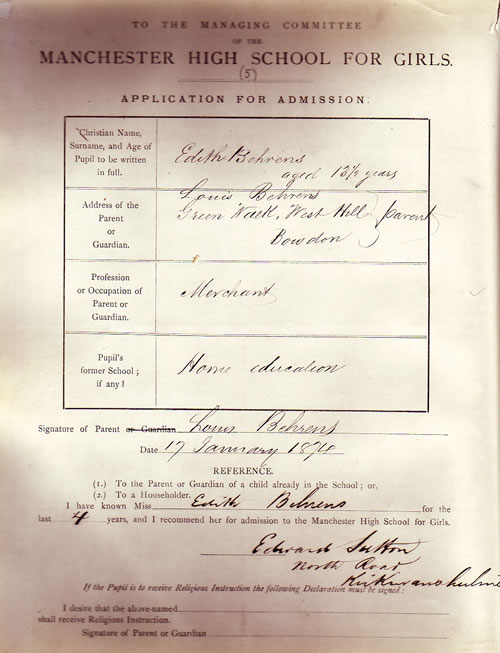
Fiche d'admission d'une élève en 1874.

L'école est fondée en 1874 par un comité de personnalités de Manchester, à Chorlton-on-Medlock, dans la banlieue de Manchester. Elle ouvre avec 20 élèves. Une nouvelle école est ensuite construite dans Dover Street en 1881. La première directrice est Elizabeth Day de 1874 à 1898, puis Sara Annie Burstall la remplace en 1898, jusqu'en 1924, année de la célébration du jubilé de l'école. 
En septembre 1939, du fait de la Seconde Guerre mondiale, l'école est évacuée à Cheadle Hulme. Un nouveau bâtiment scolaire situé à Grangethorpe Road est occupé à partir de 1949, et l'installation définitive de toute l'école est achevée en 1952.
L'école est dirigée par Claire Hewitt, depuis janvier 2009.

## Personnalités liées à l'école
- Edith Aitken, enseignante à la MHSG, puis première directrice de la Pretoria High School for Girls
- Margaret Ashton, gouverneure de l'école à partir de 1911[6]
- Ann Bishop (1899-1990), biologiste,
- Sara Annie Burstall, deuxième directrice de l'école (1898-1924)
- Catherine Chisholm, pédiatre de l'école (1908-1945)[7].
- Libby Lane, élève, première femme évêque de l'Église d'Angleterre
- Adela Pankhurst, élève (1893-1902), suffragiste
- Christabel Pankhurst, élève (1893-1897), suffragiste
- Sylvia Pankhurst, élève (1893-1898), suffragiste
- Rachel Scott, membre du comité directeur lors de la fondation de l'école
- Elizabeth Welsh, professeure de lettres classiques à la MHSG, devenue principale de Girton College
- Sally Hamwee, élève, femme politique
- Paula Vennells (1959-), femme d'affaires britannique et prêtre anglicane.

## Galerie

Manchester High School for Girls
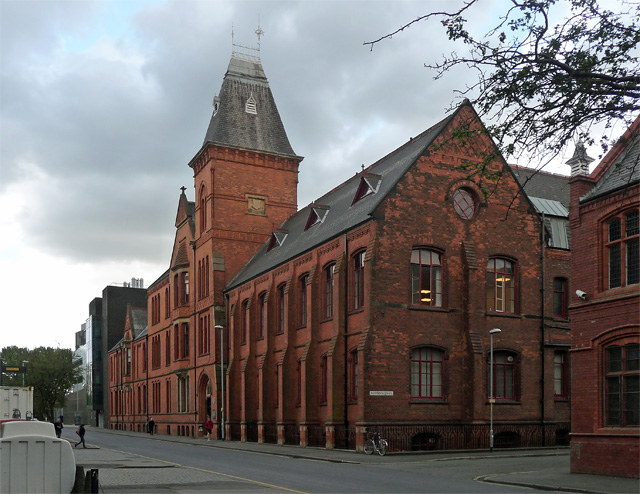
Anciens bâtiments, Dover Street.
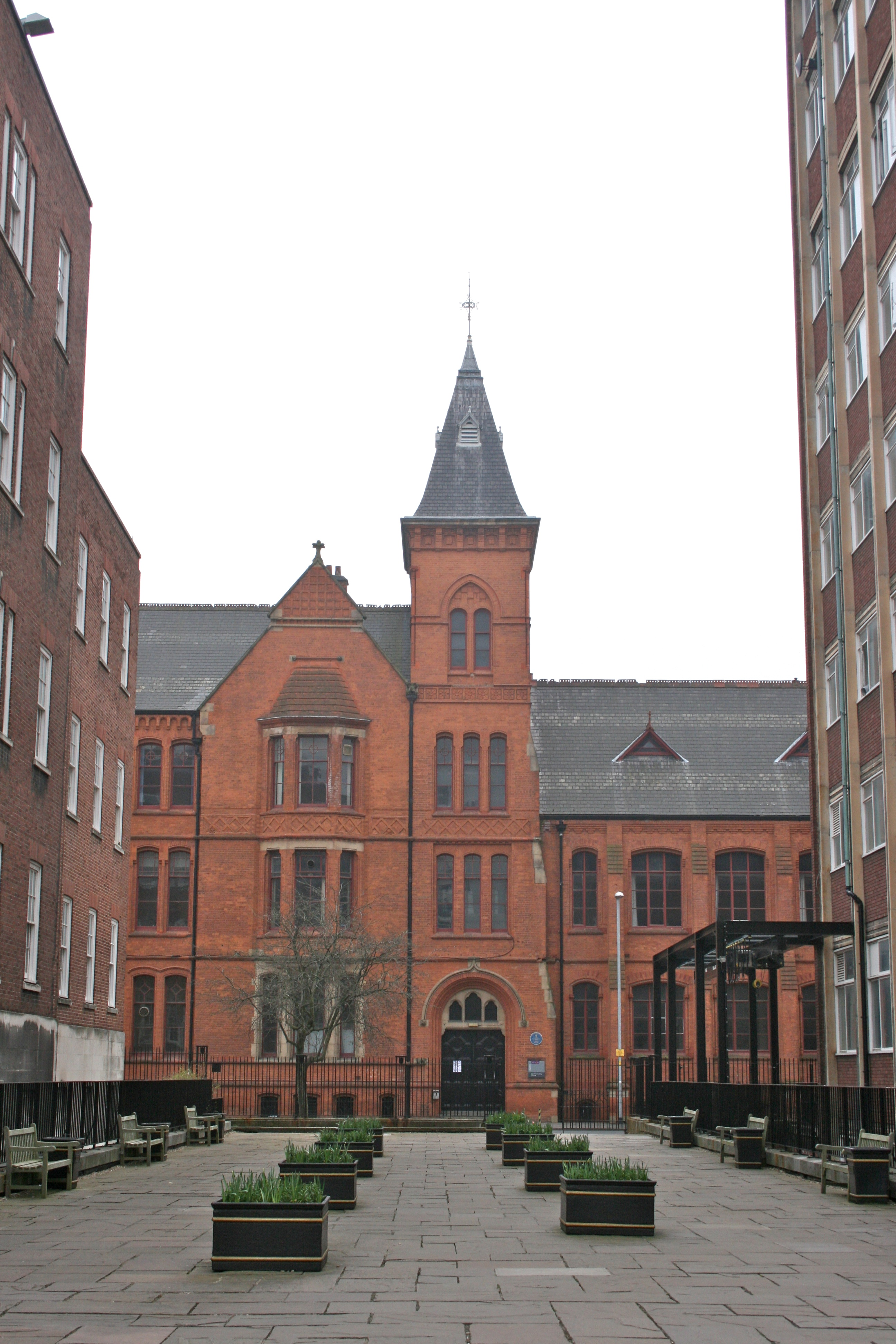
Ancien bâtiment de Dover Street.
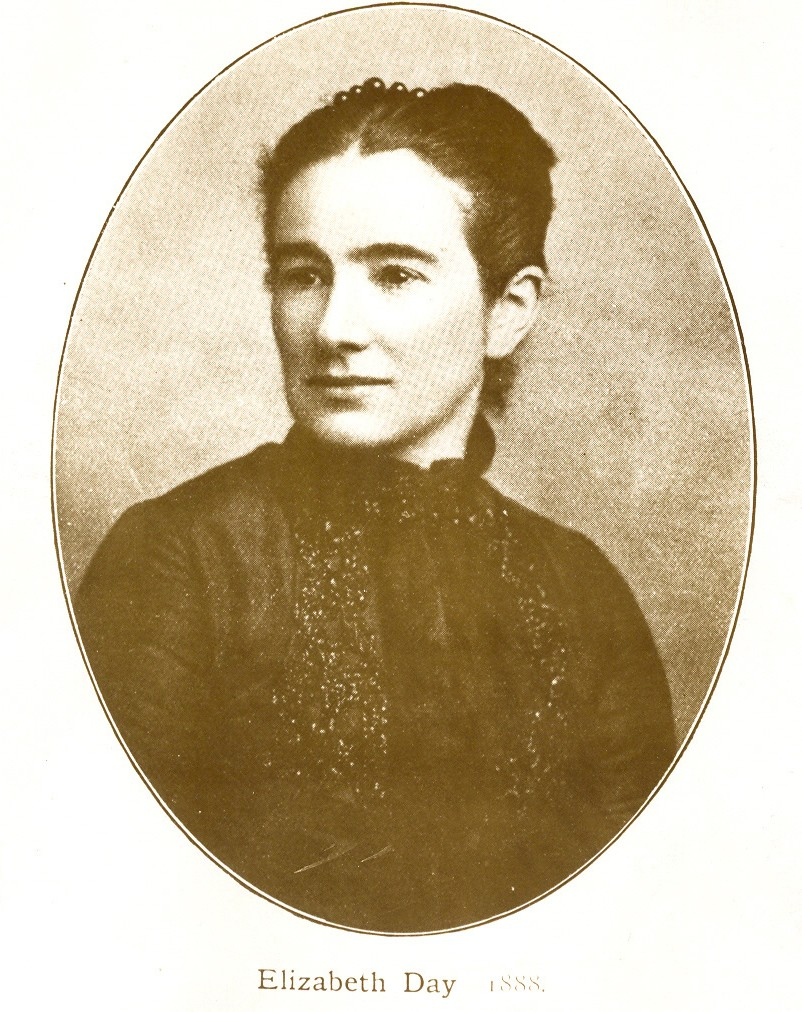
Elizabeth Day.
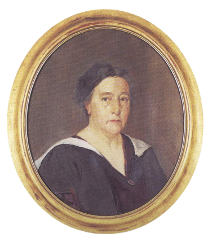
Edith Aitkin.
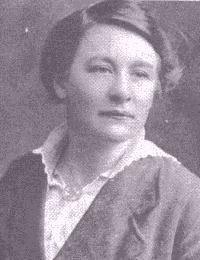
Adela Pankhurst.
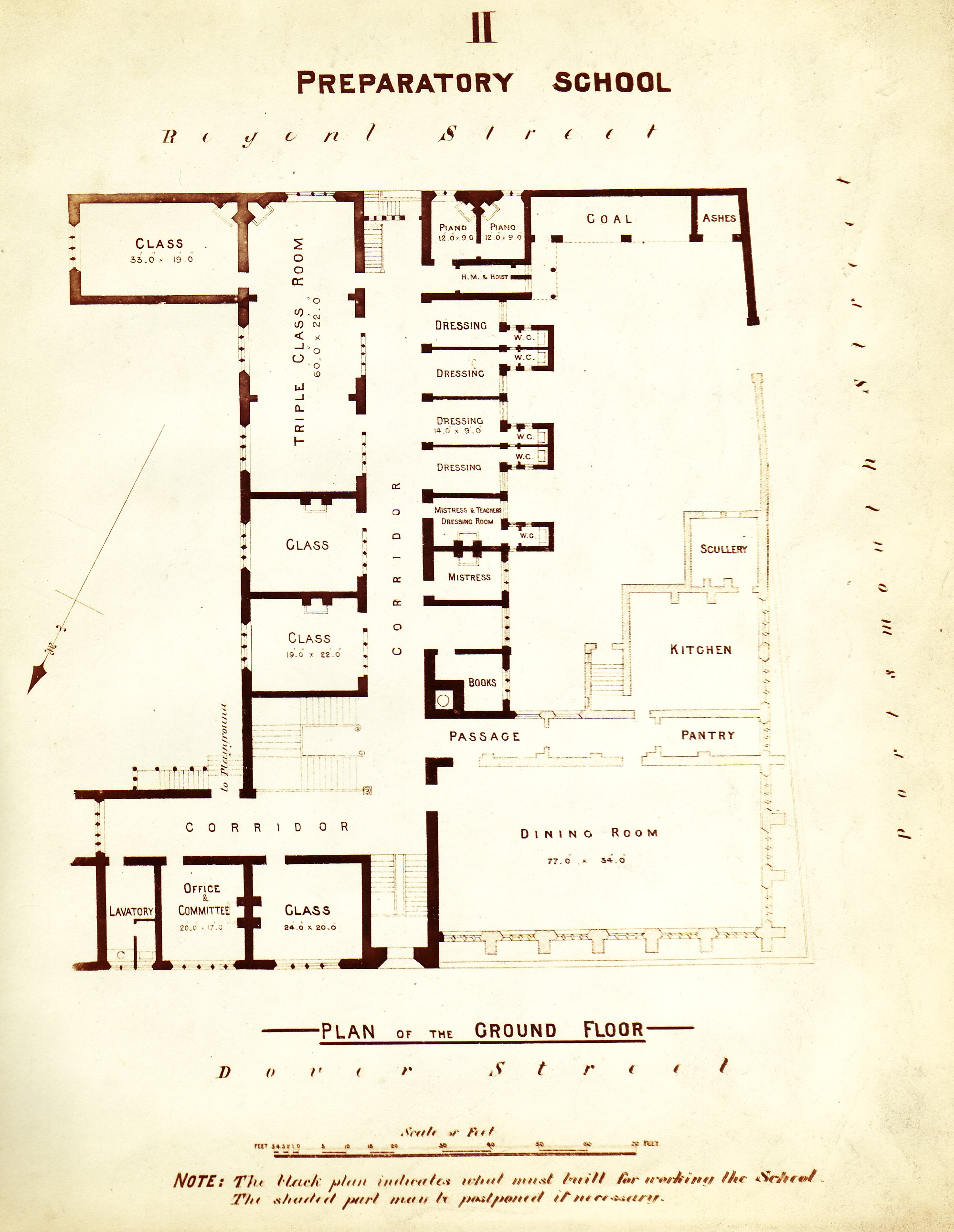
Plan à Dover Street.
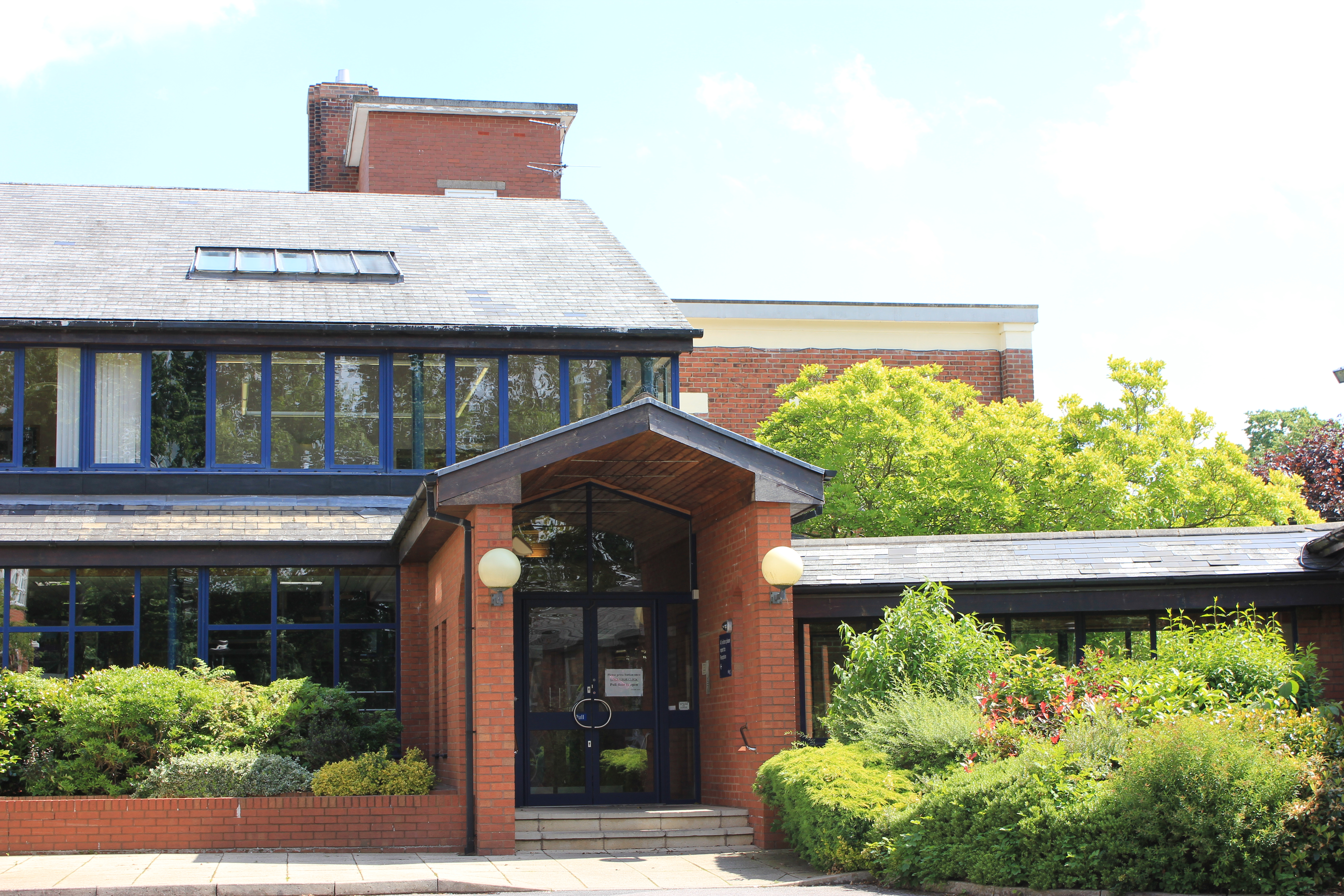
Entrée principale.